# Glaciar de Argentière
O glaciar do Argentière (em francês:  Glacier d'Argentière) é um glaciar do maciço do Monte Branco, que se encontra na região de Ródano-Alpes, do departamento de Alta Saboia, França.  
O glaciar nasce a 3000 m no circo glaciar alimentado pela neve acumulada nos altos cumes que fazem a fronteira Itália-Suíça, e que são o monte Dolent, com 3800 m, e a Aiguille de Triolet, com 3730 m.
O refúgio de Argentière encontra-se a meio desse círculo, a mais de 2700 m que é o ponto de partida para os três cumes com mais de 4000 m que se encontram mais a jusante, Les Droites, a Grande Rocheuse, e a Aiguille Verte, a partir dos quais os seracs alimentam regularmente o glaciar em avalanches.

## O Glaciar
A água de escoamento própria a qualquer glaciar é aqui captada para alimentar a barragem  de Emosson

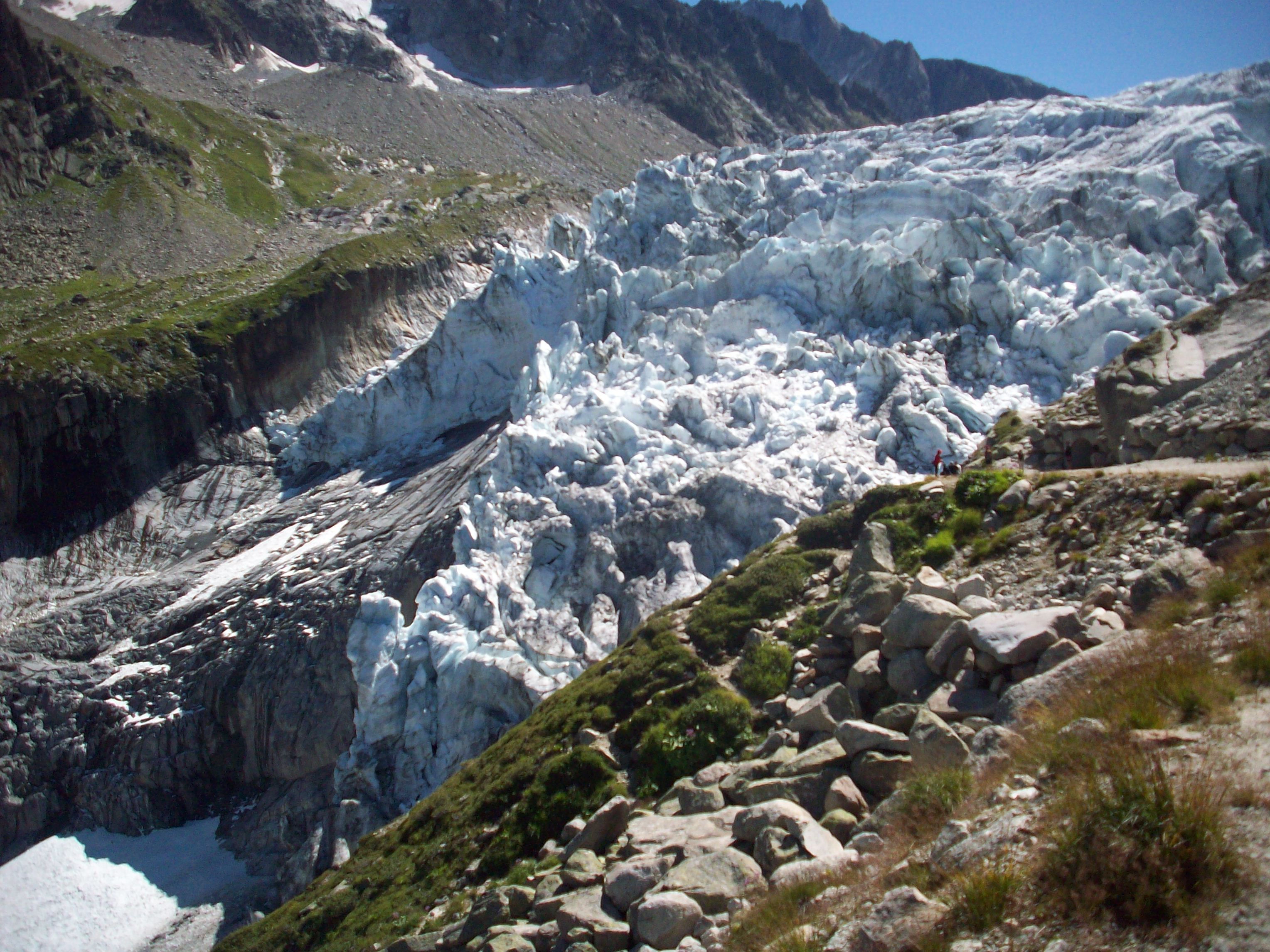
O glaciar a nível da separação em duas partes

Antigamente, cerca de 100 anos, o glaciar chegava a Argentière, a 1500 m, mas de há uns anos a esta parte a língua terminal encontra-se a 1600 m e separou-se em dois (ver imagem junta) por rochedo de 200 m2, pelo que uma parte só é alimentada por quedas de seracs. 